# Cryptosporiopsis diversispora
Cryptosporiopsis diversispora är en svampart som beskrevs av Robak 1950. Cryptosporiopsis diversispora ingår i släktet Cryptosporiopsis och familjen Dermateaceae.   Inga underarter finns listade i Catalogue of Life.